# 대한민국 형법 제289조
대한민국 형법 제289조는 인신매매에 대한 형법각칙의 조문이다. 미수범을 처벌하며 대한민국 영역 밖에서 죄를 범한 외국인에게도 적용한다.

## 조문
제289조(인신매매) ① 사람을 매매한 사람은 7년 이하의 징역에 처한다.
② 추행, 간음, 결혼 또는 영리의 목적으로 사람을 매매한 사람은 1년 이상 10년 이하의 징역에 처한다.
③ 노동력 착취, 성매매와 성적 착취, 장기적출을 목적으로 사람을 매매한 사람은 2년 이상 15년 이하의 징역에 처한다.
④ 국외에 이송할 목적으로 사람을 매매하거나 매매된 사람을 국외로 이송한 사람도 제3항과 동일한 형으로 처벌한다. [전문개정 2013.4.5]

## 참고 문헌
- 김재윤(학원인), 손동권 저, 새로운 형법각론, 율곡출판사, 2013. ISBN 9788997428342

## 같이 보기
- 인신매매

1. ↑  대한민국 형법 제296조의2